# SALT-aftalerne
SALT er en forkortelse for Strategic Arms Limitation Talks. SALT-diskussionerne foregik mellem USA og Sovjetunionen og omhandlede gensidig nedrustning af strategiske kernevåben og deres fremførelsesmidler, raketter. Der var to forskellige samtalerunder, den første begyndte i Helsinki i 1969 og blev omtalt som SALT I, den anden runde blev påbegyndt i 1972 og blev omtalt som SALT II.

## SALT I
SALT I-aftalen blev endeligt underskrevet i Moskva den 26. maj 1972 af USA og Sovjetunionen.

## SALT II
SALT II-aftalen blev underskrevet i 1979 af USA og Sovjetunionen, men blev aldrig ratificeret, da det amerikanske senat ikke ville støtte den. Den var dog alligevel i kraft, da den aldrig officielt blev forkastet. Den 31. maj 1982 erklærede præsident Ronald Reagan, at man så vidt muligt ville forsøge at overholde bestemmelserne i aftalen. Sovjetunionen gjorde det samme.